# Ковальчук, Николай Адамович
Николай Адамович Ковальчук (1920, Курск — 2019, Москва) — советский архитектор и педагог. Заслуженный архитектор РСФСР (1973), профессор (1974), кандидат архитектуры (1952). Отец скульптора А. Н. Ковальчука.

## Биография
Николай Ковальчук родился 7 февраля 1920 года в Курске. В 1937 году поступил в Московский архитектурный институт. С 1941 по 1945 год принимал участие в Великой Отечественной войне. Воевал под Москвой, на Курской дуге, участвовал в Корсунь‑Шевченковской и Ясско‑Кишинёвской операциях, освобождал Румынию, Венгрию, Австрию и Чехословакию. Войну закончил в Праге гвардии старшиной 27‑й отдельной гвардейской танковой бригады.
После демобилизации окончил институт. В 1947—1953 годах неоднократно совершал творческие поездки по Поволжью и северу России. В составе группы архитекторов занимался обмерами и обследованием соборов, башен и стен Московского Кремля. В 1952 году защитил диссертацию на соискание учёной степени кандидата архитектуры по теме «Резьба по дереву в народном зодчестве Поволжья». Работал в мастерской «Гипролеспрома», с 1952 года — в Академии архитектуры СССР. Был научным сотрудником НИИТиА. Принимал участие в проектировании общественных и жилых зданий. Среди его проектов — парк в Абакане. Участвовал в архитектурных конкурсах.
Преподавал в МИСИ (доцент с 1957 года). В 1961—2007 годах преподавал в Строгановском училище (профессор с 1974 года). С 1962 года на протяжении примерно 30 лет был заведующим кафедрой «Основы композиции», параллельно вёл курс композиции (проектирования) на кафедре «Архитектурно-декоративная пластика». Соавтор коллективного труда «Очерки теории архитектурной композиции» (1960).
С 1949 года занимался творческой работой. Был автором архитектурной части множества памятников. Сотрудничал со скульпторами В. Е. Цигалём, Л. Е. Кербелем, О. К. Комовым, В. М. Клыковым, Д. Б. Рябичевым, А. Н. Бургановым, Ю. П. Поммером, О. С. Кирюхиным, А. Н. Ковальчуком и другими.
Член Союза архитекторов СССР с 1954 года. Член Художественного совета Министерства культуры РСФСР, член Художественного фонда РСФСР.
Жил в Москве по адресу: Волоколамское шоссе, 14-б. Умер в 2019 году в Москве. Похоронен на Митинском кладбище, участок № 162А.

## Работы

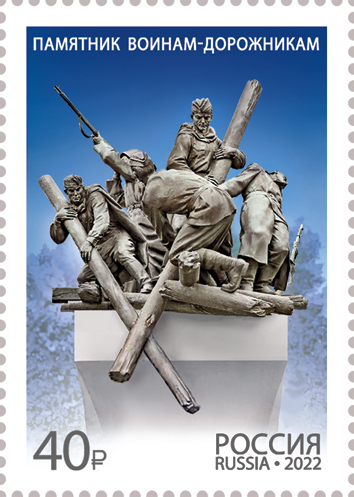
Памятник воинам-дорожникам

- Памятник Карлу Марксу в Москве (1961, совместно со скульптором Л. Е. Кербелем и архитекторами Р. А. Бегунцем, В. Г. Макаревичем, В. М. Моргулисом)[2]
- Памятник генералу Карбышеву на территории бывшего концлагеря Маутхаузен (1963, совместно со скульптором В. Е. Цигалём)[2]
- Монумент «Героям-кузбассовцам, погибшим в годы Великой Отечественной войны» в Кемерове (1970, совместно со скульптором А. Д. Щербаковым)[6]
- Памятник Салтыкову-Щедрину в Твери (1976, совместно со скульптором О. К. Комовым)[7]
- Памятник целиннику в Барнауле (1985, совместно со скульптором М. Л. Сковородиным и архитектором Г. С. Крамаренко)[8]
- Памятник адмиралу Ф. Ф. Ушакову в Москве около станции метро «Улица Скобелевская» (1998, совместно со скульптором А. Н. Ковальчуком)[2]
- Памятник А. С. Пушкину в Астане (1999, совместно со скульптором А. Н. Ковальчуком)[3]
- Памятник «Воинам-дорожникам» в Одинцовском районе Московской области (2002, совместно со скульптором А. Н. Ковальчуком)[2]
- Памятник Питириму Сорокину в Сыктывкаре (2014, совместно со скульптором А. Н. Ковальчуком)[3]

## Награды и звания
- Заслуженный архитектор РСФСР (1973)[2][3]
- Почётный гражданин Кемеровской области (2009)[6]
- Премия Москвы (1999)[3]
- Орден Красной Звезды (1945)[9]
- Орден Отечественной войны II степени[3]
- Медаль «За боевые заслуги» (1944)[9]
- Медаль «За оборону Москвы»[3]